# 마이클 파월

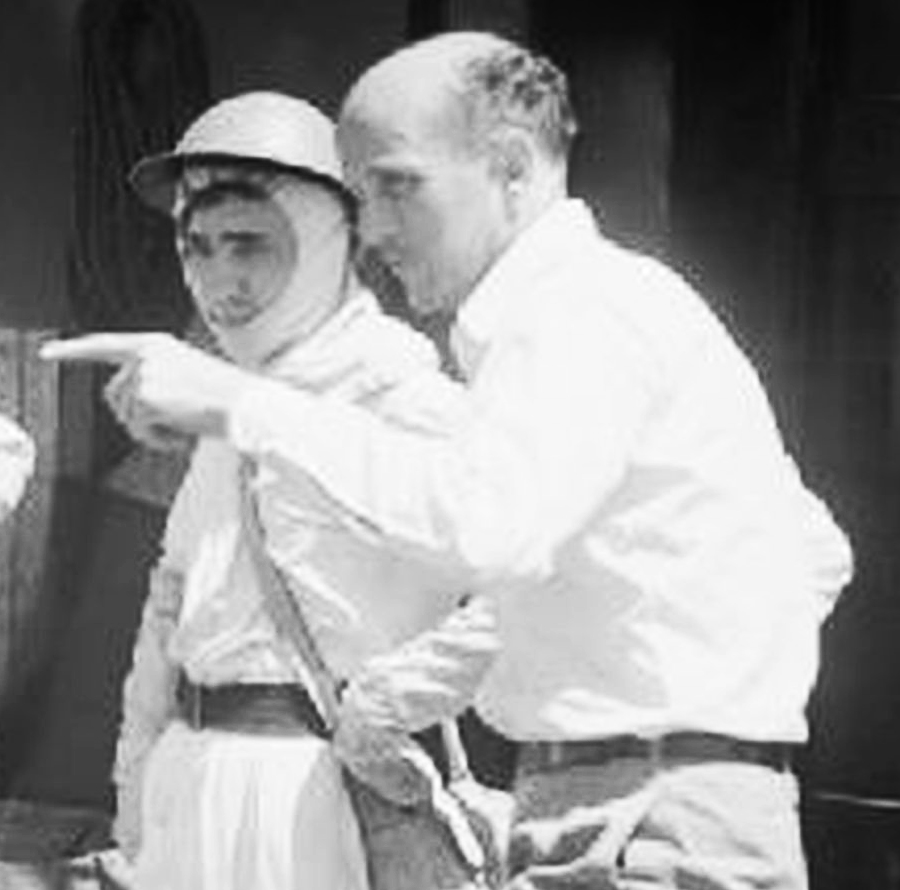

마이클 파월(Michael Powell, 1905년 9월 30일 ~ 1990년 2월 19일)은 잉글랜드의 영화 감독이다.